# 第31飛行隊 (南アフリカ空軍)
第31飛行隊（だい31ひこうたい、31 Squadron SAAF）は、かつて存在した南アフリカ空軍の飛行隊である。1939年12月31日に設立され、1992年12月4日に廃止。